# Rappenspitze (Karwendel)
Die Rappenspitze ist ein 2223 m ü. A. hoher Berg im Südostteil des Karwendels in Tirol.

## Tourenmöglichkeiten
Der Gipfel ist von der Falzthurnalm (1089 m ü. A.) über die Dristlalm (1644 m ü. A.) als unschwierige Bergtour erreichbar.
Eine zweite Möglichkeit führt von der Gramaialm (1263 m ü. A.) über den Lunstsattel (1918 m ü. A.) und Rizuelhals (1950 m ü. A.) zur Naudersalm (1869 m ü. A.) und von dort unschwierig auf dem Südwestgrat zum Gipfel.